# 罗伯特·夏皮罗
罗伯特·夏皮罗（Robert H. Shapiro，1935年7月18日－2004年8月21日），美国化学家。早年在斯坦福大学取得博士学位。1965年成为科羅拉多大學博爾德分校的教授，后分别在詹姆斯·麦迪逊大学和美国海军学院工作，直至1998年退休。2004年因癌症在哈里森堡去世。

## 贡献
- Shapiro反应 (1975)